# Міжнародний дослідник комет
Міжнародний дослідник комет (англ. International Cometary Explorer, ICE) — космічний зонд, запущений НАСА для дослідження комет, спочатку відомий як «Експлорер-59» або «International Sun / Earth Explorer 3 (ISEE-3)», що в перекладі означає «Міжнародний дослідник Сонця та Землі». Був запущений 12 серпня 1978 року. Цей супутник був частиною міжнародної програми співробітництва між НАСА та ЄКА для вивчення взаємодії між магнітним полем Землі та сонячним вітром. Програма використала три апарати: ISEE 1, ISEE 2 та геліоцентричний космічний апарат ISEE 3 (пізніше перейменований в ICE).
ISEE-3 був першим космічним апаратом, розміщеним на гало-орбіті в точці Лагранжа L1 між Землею та Сонцем. Пізніше (вже з назвою International Cometary Explorer (ICE)) апарат був посланий до комети Джакобіні — Ціннера та комети Галея і тим самим став першим космічним кораблем, який пролетів крізь хвіст комети (на відстані близько 7800 км від ядра). ICE не був обладнаний камерами.